# Cyathea conferta
Cyathea conferta är en ormbunkeart som beskrevs av Janssen och Rakotondr. Cyathea conferta ingår i släktet Cyathea och familjen Cyatheaceae. Inga underarter finns listade.